# دوري كرة القدم الألباني الدرجة الأولى 2018–19
دوري كرة القدم الألباني الدرجة الأولى 2018–19 هو موسم من دوري كرة القدم الألباني الدرجة الأولى ‏. فاز فيه KF Bylis ‏.